# Dasyhelea flava
Dasyhelea flava är en tvåvingeart som beskrevs av Carter, Ingram och John William Scott Macfie 1921. Dasyhelea flava ingår i släktet Dasyhelea och familjen svidknott. Inga underarter finns listade i Catalogue of Life.